# Backtracking

Backtracking sem backjumping.

Backtracking com backjumping.

Backtracking é um tipo de algoritmo que representa um refinamento da busca por força bruta, em que múltiplas soluções podem ser eliminadas sem serem explicitamente examinadas. O termo foi cunhado pelo matemático estado-unidense D. H. Lehmer na década de 1950.
O procedimento é usado em linguagens de programação como Prolog. Uma busca inicial em um programa nessa linguagem segue o padrão busca em profundidade, ou seja, a árvore é percorrida sistematicamente de cima para baixo e da esquerda para direita. Quando essa pesquisa falha, ou é encontrado um nodo terminal da árvore, entra em funcionamento o mecanismo de backtracking. Esse procedimento faz com que o sistema retorne pelo mesmo caminho percorrido com a finalidade de encontrar soluções alternativas.
Um exemplo de algoritmo de Backtracking está representado abaixo:
```
bool
 
acabou
 
=
 
FALSE
;

backtrack
(
int
 
a
[],
 
int
 
k
,
 
int
 
n
)
 
{

	
int
 
c
[
MAXCANDIDATOS
];
  
/* Candidatos para a próxima posição */

	
int
 
ncandidatos
;
       
/* Número de candidatos para a próxima posição */

	
int
 
i
;
                 
/* Contador */

	

	
if
 
(
e_uma_solucao
(
a
,
 
k
,
 
n
))
 
{

		
processar_solucao
(
a
,
 
k
,
 
n
);

	
}
 
else
 
{

		
k
 
=
 
k
 
+
 
1
;

		
construir_candidatos
(
a
,
 
k
,
 
n
,
 
c
,
 
&
ncandidatos
);

		
for
 
(
i
=
0
;
 
i
<
ncandidatos
;
 
i
++
)
 
{

			
a
[
k
]
 
=
 
c
[
i
];

			
backtrack
(
a
,
 
k
,
 
n
);

			
if
 
(
acabou
)
 
return
;

		
}

	
}

}

```

As principais aplicações desse tipo de algoritmo são para a construção de todos os 2^n subconjuntos de um conjunto S, com n elementos e todas as permutações desse conjunto. Abaixo seguem as sub-rotinas para cada situação, na linguagem C:

## Construção de todos os subconjuntos
```
e_uma_solucao
(
int
 
a
[],
 
int
 
k
,
 
int
 
n
)
 
{

	
return
 
(
k
 
==
 
n
);

}

construir_candidatos
(
int
 
a
[],
 
int
 
k
,
 
int
 
n
,
 
int
 
c
[],
 
int
 
*
ncandidatos
)
 
{

	
c
[
0
]
 
=
 
TRUE
;

	
c
[
1
]
 
=
 
FALSE
;

	
*
ncandidatos
 
=
 
2
;

}

processar_solucao
(
int
 
a
[],
 
int
 
k
)
 
{

	
int
 
i
;
 
/* Contador */

	
printf
(
"{"
);

	
for
 
(
i
=
1
;
 
i
<=
k
;
 
i
++
)

		
if
 
(
a
[
i
]
 
==
 
TRUE
)

			
printf
(
" %d"
,
 
i
);

	
printf
(
" }
\n
"
);

}

```

Agora, é necessário chamar a função backtrack com os argumentos certos, sendo backtrack(a, 0, n).

## Construção de todas as permutações
```
construir_candidatos
(
int
 
a
[],
 
int
 
k
,
 
int
 
n
,
 
int
 
c
[],
 
int
 
*
ncandidatos
)
 
{

	
int
 
i
;
  
/* Contador */

	
bool
 
in_perm
[
NMAX
];
   
/* Quem já está na permutação? */

	
for
 
(
i
=
1
;
 
i
<
NMAX
;
 
i
++
)
 
in_perm
[
i
]
 
=
 
FALSE
;

	
for
 
(
i
=
1
;
 
i
<
k
;
 
i
++
)
 
in_perm
[
 
a
[
i
]
 
]
 
=
 
TRUE
;

	
*
ncandidatos
 
=
 
0
;

	
for
 
(
i
=
1
;
i
<=
n
;
i
++
)

		
if
 
(
in_perm
[
i
]
 
==
 
FALSE
)
 
{

			
c
[
 
*
ncandidatos
]
 
=
 
i
;

			
*
ncandidatos
 
=
 
*
ncandidatos
+
1
;

		
}

}

processar_solucao
(
int
 
a
[],
 
int
 
k
)
 
{

	
int
 
i
;
 
/* Contador */

	
for
 
(
i
=
1
;
 
i
<=
k
;
 
i
++
)

	
printf
(
" %d"
,
 
a
[
i
]);

	
printf
(
"
\n
"
);

}

e_uma_solucao
(
int
 
a
[],
 
int
 
k
,
 
int
 
n
)
 
{

	
return
 
(
k
 
==
 
n
);

}

```

Novamente, deve-se chamar a função backtrack da forma backtrack(a, 0, n).